# Phylloscopus canariensis exsul
El mosquitero canario oriental (Phylloscopus canariensis exsul) es una subespecie extinta del mosquitero de Canarias que era endémica de la isla de Lanzarote - y posiblemente también de Fuerteventura - pertenecientes a las islas Canarias, España.
El mosquitero de canario oriental tenían la espalda de color más castaño y las alas más cortas que el mosquitero canario occidental (Phylloscopus canariensis canariensis). En el pasado se consideraba a ambos subespecies del mosquitero común pero fueron separados debido a sus diferencias morfológicas, cantos diferenciados y tener secuencias de ADN mitocondrial diferentes.

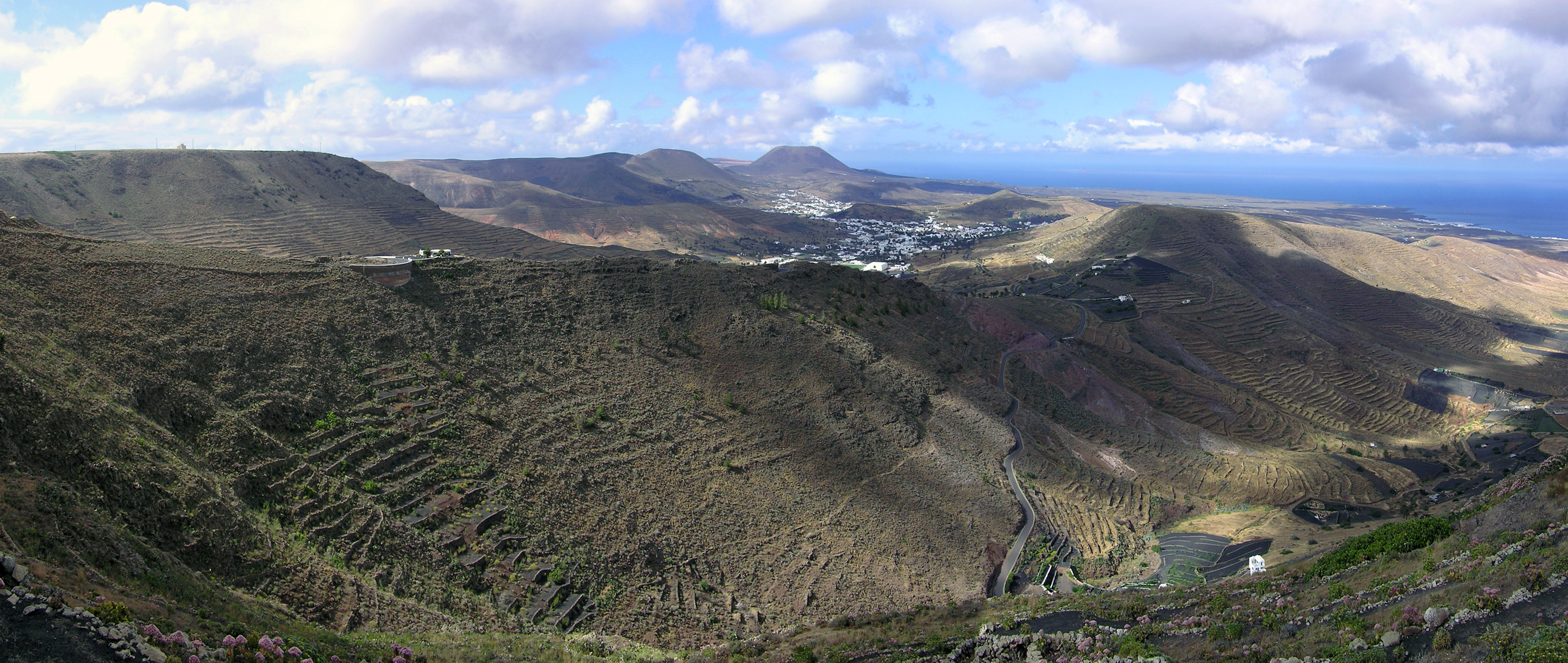
Panorámica de Haría donde vivía el P. c. exsul.
Puede verse la modificación de las laderas de los montes debida a la agricultura.

Al parecer esta subespecie ya era muy rara en el momento en el que fue descrita. Se recolectaron varios ejemplares a principios del siglo XX en los valles de Haría (Lanzarote). Podía avistarse entre las retamas de zonas altas y frescas. La presencia de la subespecie en Fuerteventura es solo hipotética, no se recolectó ningún espécimen allí ni existe ningún registro fiable.
La causa de sus extinción es desconocida. Quizás la desaparición final fue debida a la destrucción de su hábitat o la transformación de la vegetación del macizo Famara.